# 山田良司
山田 良司（やまだ りょうじ、1960年（昭和35年）10月5日 - ）は、日本の政治家。
衆議院議員（1期）、岐阜県下呂市長（1期）、下呂町議会議員（1期）を歴任した。

## 来歴
岐阜県益田郡下呂町（現：下呂市）生まれ。早稲田大学大学院政治学研究科修士課程中退。早大在学中は早稲田大学雄弁会に所属していた。
1991年10月、下呂町議会議員選挙に出馬し、初当選。
1995年3月、下呂町議会議員を辞職し、岐阜県議会議員選挙に出馬するが落選。
1999年に再度岐阜県議選に出馬するも、再び落選した。
2000年の第42回、2003年の第43回衆議院議員総選挙に岐阜4区から民主党公認で出馬したが、それぞれ自由民主党の金子一義、藤井孝男に敗北。
2004年4月、市町村合併に伴い誕生した下呂市の市長選に出馬し、当選。
2007年4月の岐阜県議会議員選挙では、現職の駒田誠を支持せず、新人の伊藤厳悟への支持を表明。これに対し、駒田を推す下呂市議らが山田の支持表明に反発し、5月7日、下呂市議会で辞職勧告決議が可決された（賛成13、反対8）。ただし、辞職勧告決議には法的拘束力はなく、山田は辞職勧告決議が可決された直後、市長を辞職しない意向を表明した。
2008年4月、再選を目指して下呂市長選に出馬したが、下呂市議を辞職して出馬した野村誠に敗れ、落選。
2009年、第45回衆議院議員総選挙に民主党公認で比例東海ブロックから出馬し、当選した。
2011年の民主党代表選挙では、自身が所属する花斉会会長である財務大臣・野田佳彦の推薦人に名を連ねた。
2012年の第46回衆議院議員総選挙には出馬せず、2016年の下呂市長選に出馬するも、再度落選。
2021年8月、同年秋までに行われる第49回衆議院議員総選挙に岐阜5区から日本維新の会の公認で出馬することを表明した。
2021年10月31日、第49回衆議院議員総選挙では得票率5.86%と供託金没収の惨敗に終わった。
2024年10月27日、第50回衆議院議員総選挙では得票率を13.09%に上昇させたが比例復活もならず落選した。
2025年4月2日、維新の会は同年夏の第27回参議院議員通常選挙岐阜県選挙区に山田を擁立すると発表したが、6月6日には岐阜・和歌山両選挙区で立憲民主党との候補者一本化に合意したと発表し、岐阜では山田の擁立を取り下げた。山田は取材に対し、「結果が出た以上、仕方がない。当初から党の決定に従うと言っていたので異論はない」と述べた。

## 2012年下呂市長選挙
2012年4月8日に告示された岐阜県下呂市長選挙において、告示前に立候補者の一人である石田芳弘（元民主党衆院議員、落選）への投票を呼び掛ける国土交通大臣・前田武志名義の文書が地元の建設業協会幹部へ送られていたことが、4月11日の衆議院国土交通委員会で自民党の伊東良孝によって明らかにされた。前田は「同僚議員（山田良司）に頼まれて、中身を見ずに（文書に）サインしてしまった」「誠に軽率だったと深く反省している」等と釈明し、文書作成に関わった政務秘書官が4月16日に辞任したことも明らかにした。野党各党は大臣自筆の署名があったことなどから公職選挙法違反の疑いがあるとして強く反発。4月18日には自民党・みんなの党・新党改革の3党合同での前田に対する問責決議案が参議院に提出され、4月20日午前の参議院本会議において野党の賛成多数で可決された（前田は同年6月の野田第2次改造内閣発足により国土交通大臣を退任）。
2013年1月22日、公職選挙法違反について、岐阜地方検察庁は、一部嫌疑不十分、一部起訴猶予で不起訴処分とした。

## 選挙歴
| 当落 | 選挙                     | 執行日         | 年齢 | 選挙区           | 政党         | 得票数    | 得票率 | 定数 | 得票順位 /候補者数 | 政党内比例順位 /政党当選者数 |
| ---- | ------------------------ | -------------- | ---- | ---------------- | ------------ | --------- | ------ | ---- | ------------------ | ---------------------------- |
| 当   | 1991年下呂町議会議員選挙 | 1991年10月     | 31   | ーー             |              | ーー票    | ーー   |      | /                  | /                            |
| 落   | 1995年岐阜県議会議員選挙 | 1995年4月9日   | 34   | ーー             |              | ーー票    | ーー   |      | /                  | /                            |
| 落   | 1999年岐阜県議会議員選挙 | 1999年4月11日  | 39   | ーー             |              | ーー票    | ーー   |      | /                  | /                            |
| 落   | 第42回衆議院議員総選挙   | 2000年06月25日 | 39   | 岐阜県第4区      | 民主党       | 7万2675票 | 28.78% | 1    | 2/3                | 19/7                         |
| 落   | 第43回衆議院議員総選挙   | 2003年11月09日 | 43   | 岐阜県第4区      | 民主党       | 7万5240票 | 28.78% | 1    | 2/3                | 16/9                         |
| 当   | 2004年下呂市長選挙       | 2004年4月18日  | 43   | ーー             | 無所属       | 1万2322票 | 44.90% | 1    | 1/4                | /                            |
| 落   | 2008年下呂市長選挙       | 2008年4月13日  | 47   | ーー             | 無所属       | 1万2697票 | 49.36% | 1    | 2/2                | /                            |
| 当   | 第45回衆議院議員総選挙   | 2009年08月30日 | 48   | 比例東海ブロック | 民主党       | ーー票    | ーー   | 21   | /                  | 7/12                         |
| 落   | 2016年下呂市長選挙       | 2016年4月10日  | 55   | ーー             | 無所属       | 9753票    | 44.37% | 1    | 2/2                | /                            |
| 落   | 第49回衆議院議員総選挙   | 2021年10月31日 | 61   | 岐阜県第5区      | 日本維新の会 | 9921票    | 5.86%  | 1    | 3/4                | 6/2                          |
| 落   | 第50回衆議院議員総選挙   | 2024年10月27日 | 64   | 岐阜県第5区      | 日本維新の会 | 1万9973票 | 13.09% | 1    | 3/3                | 5/1                          |